# Macella sexmaculata
Macella sexmaculata är en fjärilsart som beskrevs av Walker 1865. Macella sexmaculata ingår i släktet Macella och familjen nattflyn. Inga underarter finns listade i Catalogue of Life.